# Joško Ćaleta
Joško Ćaleta (Trogir, 1964.), hrvatski je etnomuzikolog, glazbenik i skupljač hrvatskog tradicijskog glazbenog narodnog blaga.

## Životopis
Rodio se je u Trogiru 1964. godine. Studirao je na splitskom sveučilištu, na kojem je diplomirao na glazbenom odjelu. Poslijediplomski je studij pohađao u kanadskom Vancouveru, gdje je magistrirao na sveučilištu British Columbija. 
Još kao student je počeo glazbeničku karijeru. Prvo je pjevao u klapi Trogiru, a zatim je bio umjetnički voditelj te iste klape. Poslije je vodio klapu Radovan, klapu Kairos, klapu Zvonimir (Vancouver), trogirske pučke pjevače, Omiš, Nostalgiju, Jelsu, Sagenu te zagrebačku klapu Dišpet. S vancouverskim mješovitim pjevačkim zborom Zvonimir je dvaput pobijedio na natjecanjima kanadskih pjevačkih zborova u kategoriji najboljeg etničkog zbora.
Danas radi u zagrebačkom Institutu za etnologiju i folkloristiku.
Njegova glazbeno-konzervatorsko-istraživačka djelatnost je usmjerena prema hrvatskoj tradicijskoj glazbi iz hrvatskih sredozemnih (klape) i dinarskih krajeva (gusle). 
Na hrvatskim glazbenim smotrama često je članom ocjenjivačkih sudova, a najpoznatiji je omiški Festival dalmatinskih klapa.
Član je nekoliko glazbenih i etnoloških društava, a u Hrvatskoj Hrvatskog muzikološkog društva i Hrvatskog etnološkog društva.